# 阿都阿兹·卡拉威
阿都阿兹·卡拉威（1959年7月24日—），马来西亚政治人物，为巫统党员。曾于2013年至2018年担任柔佛四加亭的国会议员、2008年至2013年担任柔佛州行政议员掌管农业及农基工业常务委员会，以及2004年至2013年担任柔佛州立法议会巴力拉惹议员。

## 政治生涯
2013年马来西亚大选时，代表国民阵线当选为柔佛四加亭的国会议员。2018年马来西亚第十四届大选，他以3,288张之差败选，输给来自土团党的沙鲁丁，无法继续连任该议席。